# Tour de Francia 1993
El 80.º Tour de Francia se disputó del 3 al 25 de julio de 1993 sobre un recorrido de 20 etapas y con un total de 3714 km que se cubrieron a una velocidad media de 38,709 km/h. La carrera comenzó en Puy du Fou y terminó en París, en el clásico final de los Campos Elíseos.
El ganador final fue el español Miguel Induráin, quien lograba su tercera victoria consecutiva en la carrera.

## Desarrollo de la carrera
Miguel Induráin, campeón en las dos ediciones anteriores y recientemente proclamado campeón del Giro de Italia 1993 partía como gran favorito. El suizo Tony Rominger, ganador de las dos últimas ediciones de la Vuelta ciclista a España, así como el italiano Claudio Chiappucci eran algunos de los corredores que se proponían arrebatarle el trono al corredor español.
En el prólogo, Induráin cumplió con los pronósticos y obtuvo el liderato. En las etapas siguientes, el maillot amarillo iría alternando entre los sprintes Wilfried Nelissen y Mario Cipollini.
La primera etapa decisiva fue la contrarreloj por equipos, en la cual el equipo CLAS-Cajastur, del cual era jefe de filas Tony Rominger, perdió más de tres minutos respecto al ganador por culpa de una penalización.
La 6.ª etapa, en la que ganó el belga Johan Bruyneel, se convirtió en la etapa en línea más rápida de la historia, al recorrer los 158 km a una velocidad media de 49,417 km/h.
Una larga escapada en la 7.ª daría el liderato a Johan Museeuw. Uno de los integrantes del grupo de fugados, Bruno Cenghialta, sufrió un accidente mientras disputaba la etapa, al chocar contra una moto. Dos corredores de ese mismo grupo, Bjarne Riis y Álvaro Mejía, finalizarían el Tour en sendos puestos de honor, dentro de los diez primeros.
La primera contrarreloj, en la 9.ª etapa, volvió a ser decisiva. Miguel Induráin destrozó, como de costumbre, a sus rivales, los cuales no pudieron acercarse a menos de dos minutos de su tiempo. El corredor navarro se colgaba el maillot amarillo por segunda vez y ya no lo cedería.
La alta montaña de los Alpes, que no incluía Alpe d'Huez, comenzaría en la etapa siguiente. Tony Rominger se impuso en la meta de Serre Chevalier, acompañado por el colombiano Mejía y el incombustible Induráin. Gianni Bugno y Claudio Chiappucci, con más de siete minutos perdidos en la etapa decían adiós a la clasificación general, la cual lideraba con tranquilidad Induráin.
Al día siguiente, Rominger volvió a atacar, pero Induráin respondió a todas sus tentativas. El suizo se adjudicaba la segunda etapa y se encargaba, así, del trabajo sucio, eliminando rivales. Bugno volvía a perder más de doce minutos y Erik Breukink, hasta el momento 4.º, perdía casi diez. Ya sólo quedaban Álvaro Mejía, Zenon Jaskuła y Tony Rominger como rivales, si bien el mejor de ellos estaba a casi tres minutos y medio.
Las etapas de transición entre los Alpes y los Pirineos se decidieron entre largas escapadas y llegadas al sprint. La primera etapa de los Pirineos, con final en Andorra, serviría para el lucimiento del colombiano Oliverio Rincón, del equipo Seguros Amaya. Los mejores clasificados llegaron agrupados a la meta.
En la siguiente etapa, ganada por el polaco Zenon Jaskuła, Álvaro Mejía perdería algo más de un minuto respecto al grupo de cabeza, el cual echaría mucho de menos en la última contrarreloj. Claudio Chiappucci, que no representaba ya ningún peligro en la general, aprovechó en la 17.ª etapa para formar una fuga y adjudicarse la victoria de etapa.
En la penúltima etapa, Tony Rominger sorprendió batiendo a Miguel Induráin en su especialidad favorita, la contrarreloj. Posteriormente se supo que el ciclista navarro estaba enfermo a causa de un gripe. El suizo terminó el Tour es un excelente estado de forma. Aunque ya estaba decidido el ganador, aún no estaba nada claro quién le acompañaría en el podio. El peor parado fue Álvaro Mejía, segundo hasta entonces, se vio relegado a la 4.ª posición final tras perder la batalla contra Tony Rominger y Zenon Jaskuła, especialistas en contrarreloj. Este último se convertía, así, en el primer ciclista de los países del Este en subir al podio de la ronda francesa.
El uzbeco Djamolidine Abdoujaparov se adjucaría la etapa final en los Campos Elíseos, ratificando así su victoria en la clasificación por puntos, de la que fue el absoluto dominador. El italiano Massimo Ghirotto obtendría el premio a la combatividad (fue segundo en dos etapas) y el farolillo rojo fue el belga Edwig Van Hooydonck, a poco más de tres horas y media del campeón, Miguel Induráin, que conseguía así su tercer Tour consecutivo.

## Etapas
| Etapa   | Fecha       | Recorrido                       | Distancia (km) | Ganador                  | Líder             |
| ------- | ----------- | ------------------------------- | -------------- | ------------------------ | ----------------- |
| Prólogo | 3 de julio  | Puy du Fou                      | 6,8 (CRI)      | Miguel Induráin          | Miguel Induráin   |
| 1.ª     | 4 de julio  | Luçon-Les Sables-d'Olonne       | 215            | Mario Cipollini          | Miguel Induráin   |
| 2.ª     | 6 de julio  | Les Sables-d'Olonne-Vannes      | 203,5          | Wilfried Nelissen        | Wilfried Nelissen |
| 3.ª     | 6 de julio  | Vannes-Dinard                   | 189,5          | Djamolidine Abdoujaparov | Wilfried Nelissen |
| 4.ª     | 7 de julio  | Dinard-Avranches                | 81 (CRE)       | GB-MG Maglificio         | Mario Cipollini   |
| 5.ª     | 8 de julio  | Avranches-Évreux                | 225,5          | Jesper Skibby            | Wilfried Nelissen |
| 6.ª     | 9 de julio  | Évreux-Amiens                   | 158            | Johan Bruyneel           | Mario Cipollini   |
| 7.ª     | 10 de julio | Péronne-Châlons sur Marne       | 199            | Bjarne Riis              | Johan Museeuw     |
| 8.ª     | 11 de julio | Châlons sur Marne-Verdún        | 184,5          | Lance Armstrong          | Johan Museeuw     |
| 9.ª     | 12 de julio | Lac de Madine-Lac de Madine     | 59 (CRI)       | Miguel Induráin          | Miguel Induráin   |
| 10.ª    | 14 de julio | Villard de Lans-Serre Chevalier | 203            | Tony Rominger            | Miguel Induráin   |
| 11.ª    | 15 de julio | Serre Chevalier-Isola 2000      | 263,5          | Tony Rominger            | Miguel Induráin   |
| 12.ª    | 16 de julio | Isola 2000-Marsella             | 286,5          | Fabio Roscioli           | Miguel Induráin   |
| 13.ª    | 17 de julio | Marsella-Montpellier            | 181,5          | Olaf Ludwig              | Miguel Induráin   |
| 14.ª    | 18 de julio | Montpellier-Perpiñán            | 223            | Pascal Lino              | Miguel Induráin   |
| 15.ª    | 19 de julio | Perpiñán- Andorra               | 231,5          | Oliverio Rincón          | Miguel Induráin   |
| 16.ª    | 21 de julio | Andorra-Saint Lary du Soulan    | 230            | Zenon Jaskuła            | Miguel Induráin   |
| 17.ª    | 22 de julio | Tarbes-Pau                      | 190            | Claudio Chiappucci       | Miguel Induráin   |
| 18.ª    | 23 de julio | Orthez-Burdeos                  | 199,5          | Djamolidine Abdoujaparov | Miguel Induráin   |
| 19.ª    | 24 de julio | Bretigny sur Orge-Montlhéry     | 48 (CRI)       | Tony Rominger            | Miguel Induráin   |
| 20.ª    | 25 de julio | Viry Châtillon-París            | 196,5          | Djamolidine Abdoujaparov | Miguel Induráin   |

## Clasificaciones

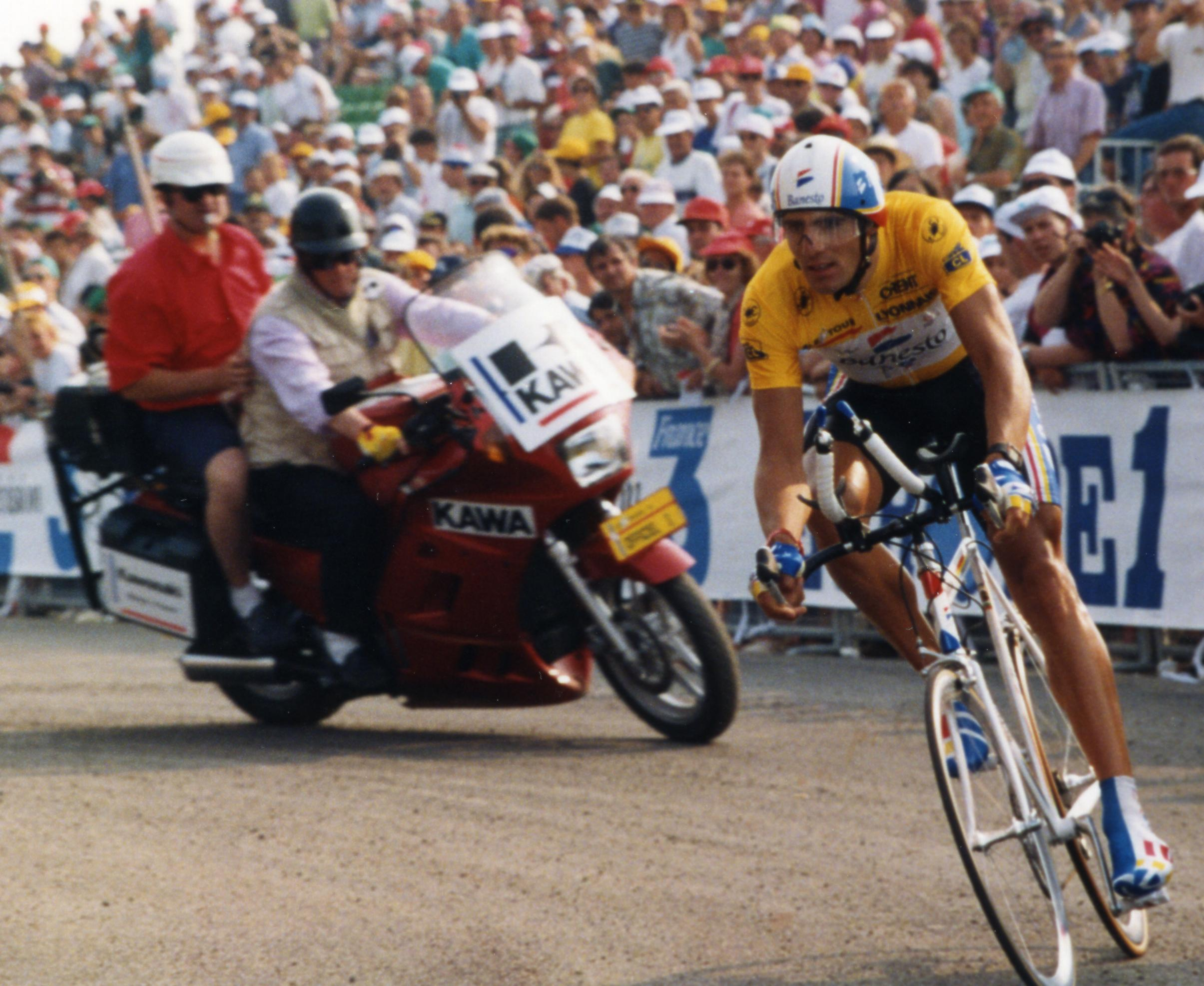
Miguel Induráin durante una contrarreloj en el Tour de Francia 1993.

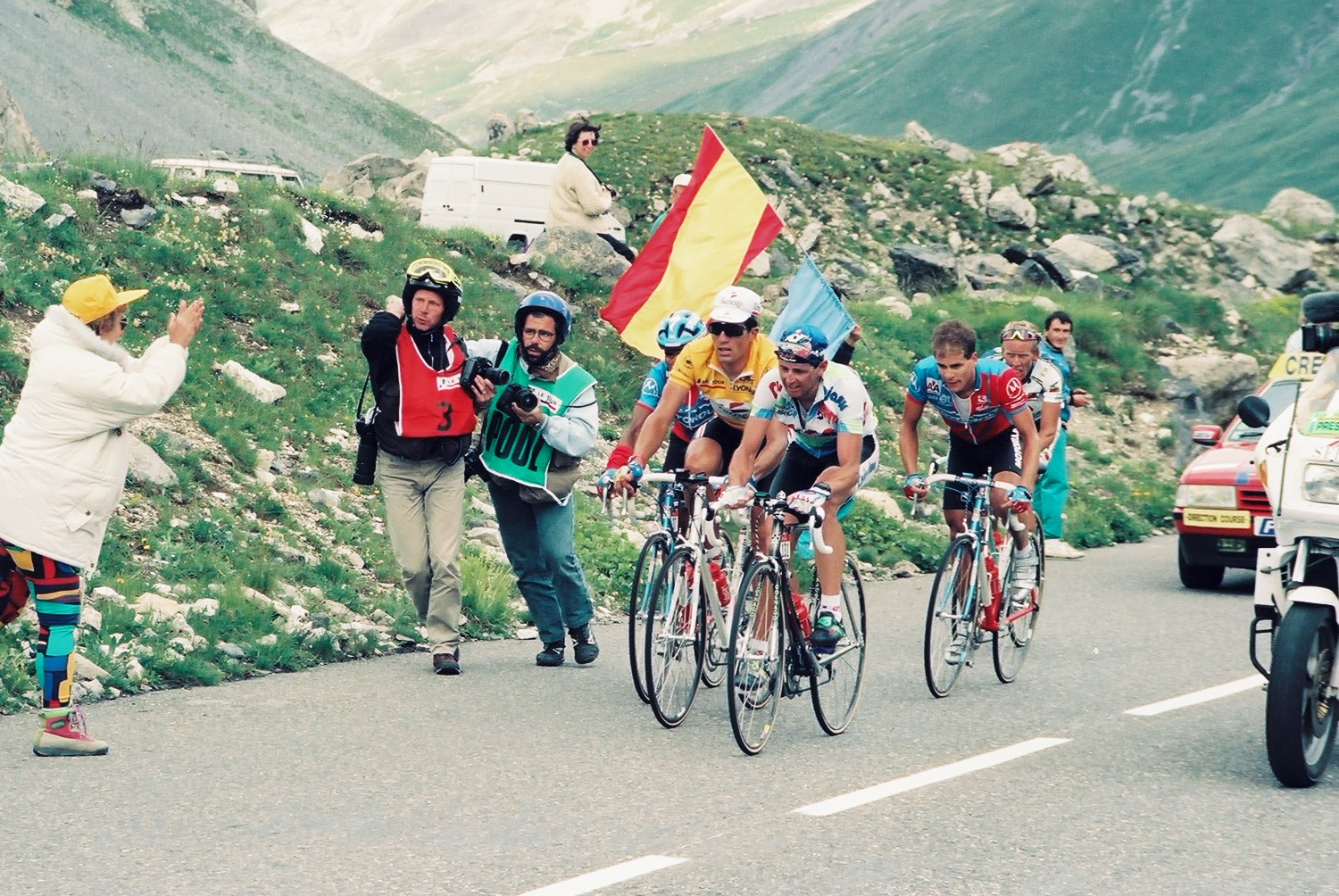
Tony Rominger y Miguel Induráin subiendo el Col du Galibier en el Tour de Francia 1993.

| \| 1. \| Miguel Induráin \| España \| BAN \| 95h 57' 09" \| \| \| 2. \| Tony Rominger \| Suiza \| CLA \| + 4' 59" \| \| \| 3. \| Zenon Jaskuła \| Polonia \| GBM \| + 5' 48" \| \| \| 4. \| Álvaro Mejía \| Colombia \| MOT \| + 7' 29" \| \| \| 5. \| Bjarne Riis \| Dinamarca \| ARI \| + 16' 26" \| \| \| 6. \| Claudio Chiappucci \| Italia \| CAR \| + 17' 18" \| \| \| 7. \| Johan Bruyneel \| Bélgica \| ONC \| + 18' 04" \| \| \| 8. \| Andrew Hampsten \| Estados Unidos \| MOT \| + 20' 14" \| \| \| 9. \| Pedro Delgado \| España \| BAN \| + 23' 57" \| \| \| 10. \| Vladimir Poulnikov \| Ucrania \| CAR \| + 25' 29" \| \| |                    |                |     |             |  |
| 1. | Miguel Induráin    | España         | BAN | 95h 57' 09" |  |
| 2. | Tony Rominger      | Suiza          | CLA | + 4' 59"    |  |
| 3. | Zenon Jaskuła      | Polonia        | GBM | + 5' 48"    |  |
| 4. | Álvaro Mejía       | Colombia       | MOT | + 7' 29"    |  |
| 5. | Bjarne Riis        | Dinamarca      | ARI | + 16' 26"   |  |
| 6. | Claudio Chiappucci | Italia         | CAR | + 17' 18"   |  |
| 7. | Johan Bruyneel     | Bélgica        | ONC | + 18' 04"   |  |
| 8. | Andrew Hampsten    | Estados Unidos | MOT | + 20' 14"   |  |
| 9. | Pedro Delgado      | España         | BAN | + 23' 57"   |  |
| 10. | Vladimir Poulnikov | Ucrania        | CAR | + 25' 29"   |  |

| \| 1. \| Djamolidine Abdoujaparov \| Uzbekistán \| LAM \| 298 puntos \| \| 2. \| Johan Museeuw \| Bélgica \| GBM \| 157 puntos \| \| 3. \| Maximilian Sciandri \| Italia \| MOT \| 153 puntos \| |                          |            |     |            |
| 1. | Djamolidine Abdoujaparov | Uzbekistán | LAM | 298 puntos |
| 2. | Johan Museeuw            | Bélgica    | GBM | 157 puntos |
| 3. | Maximilian Sciandri      | Italia     | MOT | 153 puntos |

| \| 1. \| Tony Rominger \| Suiza \| CLA \| 449 puntos \| \| 2. \| Claudio Chiappucci \| Italia \| CAR \| 301 puntos \| \| 3. \| Oliverio Rincón \| Colombia \| AMA \| 286 puntos \| |                    |          |     |            |
| 1. | Tony Rominger      | Suiza    | CLA | 449 puntos |
| 2. | Claudio Chiappucci | Italia   | CAR | 301 puntos |
| 3. | Oliverio Rincón    | Colombia | AMA | 286 puntos |

| \| 1. \| Antonio Martín Velasco \| España \| AMA \| 96h 27' 00" \| \| 2. \| Oliverio Rincón \| Colombia \| AMA \| + 3' 28s \| \| 3. \| Richard Virenque \| Francia \| FES \| + 8' 21" \| |                        |          |     |             |
| 1. | Antonio Martín Velasco | España   | AMA | 96h 27' 00" |
| 2. | Oliverio Rincón        | Colombia | AMA | + 3' 28s    |
| 3. | Richard Virenque       | Francia  | FES | + 8' 21"    |

| \| 1. \| Carrera - Jeans Tassoni \| Italia \| CAR \| - \| \| 2. \| Ceramiche Ariostea \| Italia \| ARI \| - \| \| 3. \| CLAS-Cajastur \| España \| CLA \| - \| |                         |        |     |   |
| 1. | Carrera - Jeans Tassoni | Italia | CAR | - |
| 2. | Ceramiche Ariostea      | Italia | ARI | - |
| 3. | CLAS-Cajastur           | España | CLA | - |